# Naves Communal Cemetery Extension
Naves Communal Cemetery Extension is een Britse militaire begraafplaats gelegen in de Franse plaats Naves (Noorderdepartement). De begraafplaats wordt onderhouden door de Commonwealth War Graves Commission.
De begraafplaats telt 319 geïdentificeerde Gemenebest graven uit de Eerste Wereldoorlog.